# Nieuw-Zeeland op de Olympische Zomerspelen 1992
Nieuw-Zeeland nam deel aan de Olympische Zomerspelen 1992 in Barcelona, Spanje.
Er werden in totaal tien medailles gewonnen, waarvan 1 gouden.

## Medailleoverzicht
| Sport        | Olympiër                                          | Discipline                    | Medaille |
| ------------ | ------------------------------------------------- | ----------------------------- | -------- |
| Zeilen       | Barbara Kendall                                   | lechner A-390 (v)             | Goud     |
| Paardensport | Vicky Latta Andrew Nicholson Blyth Tait Mark Todd | eventing team                 | Zilver   |
| Zeilen       | Leslie Egnot Jan Shearer                          | 470 (v)                       | Zilver   |
| Zeilen       | Don Cowie Rod Davis                               | star                          | Zilver   |
| Zwemmen      | Danyon Loader                                     | 200m vlinderslag (m)          | Zilver   |
| Atletiek     | Lorraine Moller                                   | marathon (v)                  | Brons    |
| Boksen       | David Tua                                         | -91kg (m)                     | Brons    |
| Paardensport | Blyth Tait                                        | eventing individueel          | Brons    |
| Wielersport  | Gary Anderson                                     | individuele achtervolging (m) | Brons    |
| Zeilen       | Craig Monk                                        | finn (m)                      | Brons    |

## Deelnemers en resultaten
(m) = mannen, (v) = vrouwen, (g) = gemengd

### Atletiek
| Olympiër         | Discipline               | Resultaat | Prestatie                                                     |
| ---------------- | ------------------------ | --------- | ------------------------------------------------------------- |
| Cameron Taylor   | 200m (m)                 | 22e       | serie 11: 2de in 20,91 kwartfinale 2: 5de in 20,83            |
| Robbie Johnston  | 5000m (m)                | 33e       | serie 1: 9de in 13.57,87                                      |
| Derek Froude     | marathon (m)             | 35e       | 2:19.37                                                       |
| Rex Wilson       | marathon (m)             | 16e       | 2:15.51                                                       |
| Paul Gibbons     | polsstokhoogspringen (m) | 35e       | kwalificatie groep A: geen geldige poging                     |
| Gavin Lovegrove  | speerwerpen (m)          | 9e        | kwalificatie groep A: 3de met 81,04m finale: 9de met 77,08m   |
| Simon Poelman    | tienkamp (m)             | DNF       | 100m: 36ste in 12,22 verspringen: geen geldige poging         |
|                  |                          |           |                                                               |
| Lesley Morton    | 10000m (v)               | 33e       | serie 2: 17de in 33.51,06                                     |
| Marguerite Buist | marathon (v)             | DNF       | niet gefinisht                                                |
| Lorraine Moller  | marathon (v)             | Brons     | 2:33.59                                                       |
| Anne Judkins     | 10km snelwandelen (v)    | 9e        | 45.28                                                         |
| Kirsten Smith    | speerwerpen (v)          | 17e       | kwalificatie groep A: 9de met 59,34m                          |
| Joanne Henry     | zevenkamp (m)            | DNF       | 100m horden: 28ste in 14,55 hoogspringen: geen geldige poging |

### Badminton
| Olympiër                      | Discipline     | Resultaat | Prestatie                                                                                               |
| ----------------------------- | -------------- | --------- | --- |
| Dean Galt                     | enkelspel (m)  | 33e       | 1ste ronde: V van USA Jogis: 0-2 (1-15, 3-15)                                                           |
| Kerrin Harrison               | enkelspel (m)  | 33e       | 1ste ronde: V van EUN Antropov: 0-2 (3-15, 10-15)                                                       |
| Dean Galt Kerrin Harrison     | dubbelspel (m) | 17e       | 1ste ronde: V van DEN Holst-Christensen/Lund: 0-2 (0-15, 2-15)                                          |
|                               |                |           | |
| Rhona Robertson               | enkelspel (v)  | 17e       | 1ste ronde: W van FRA Dimbour: 2-0 (12-10, 12-9) 2de ronde: V van THA Plungwech: 1-2 (9-12, 11-2, 9-12) |
| Tammy Jenkins Rhona Robertson | dubbelspel (v) | 17e       | 1ste ronde: V van KOR Gil/Shim: 0-2 (4-15, 2-15)                                                        |

### Boksen
| Olympiër       | Discipline  | Resultaat | Prestatie |
| -------------- | ----------- | --------- | --- |
| Trevor Shailer | -63,5kg (m) | 17e       | 1ste ronde: V van HUN Szücs: 0-7 |
| Sililo Figota  | -71kg (m)   | 17e       | 1ste ronde: V van GER Beyer: 2-16 |
| David Tua      | -91kg (m)   | Brons     | 1ste ronde: vrij 2de ronde: W van ESP Ortega: scheidsrechterlijke beslissing kwartfinale: W van TCH Rückschloss: scheidsrechterlijke beslissing halve finale: V van NGR Izonritei: 7-12 |

### Boogschieten
| Olympiër       | Discipline      | Resultaat | Prestatie                              |
| -------------- | --------------- | --------- | -------------------------------------- |
| Faye Johnstone | individueel (v) | 37e       | plaatsingsronde: 37ste met 1261 punten |

### Hockey

#### Mannen
| Olympiër | Discipline | Resultaat | Prestatie |
| --- | ---------- | --------- | --- |
| Anthony Thornton Brett Leaver Craig Russ David Grundy Dave Penfold Grant McLeod Greg Russ Ian Woodley Jamie Smith John Radovonich Paresh Patel Peter Daji Scott Anderson Scott Hobson Umesh Parag Peter Miskimmin | mannen     | 8e        | groep B: 4de V van Spanje: 0-3 V van Pakistan: 0-1 V van Nederland: 3-4 V van Maleisië: 2-3 W van EUN: 3-0 5-8ste plek: V van Groot-Brittannië: 2-3 7-8ste plek: V van India: 2-3 |

| Groep B |               |             |             |             |             |            |            |            |        |
| #       | Land          | Wedstrijden | Wedstrijden | Wedstrijden | Wedstrijden | Doelpunten | Doelpunten | Doelpunten | Punten |
| #       | Land          | G           | W           | G           | V           | V          | T          | Saldo      | Punten |
| 1       | Pakistan      | 5           | 5           | 0           | 0           | 20         | 6          | +14        | 10     |
| 2       | Nederland     | 5           | 4           | 1           | 0           | 20         | 10         | +10        | 8      |
| 3       | Spanje        | 5           | 3           | 0           | 2           | 15         | 11         | +5         | 6      |
| 4       | Nieuw-Zeeland | 5           | 4           | 0           | 4           | 7          | 12         | -5         | 2      |
| 5       | EUN           | 5           | 1           | 0           | 4           | 12         | 20         | -8         | 2      |
| 6       | Maleisië      | 5           | 1           | 0           | 4           | 9          | 24         | -15        | 2      |

| Ronde       | Datum     | Plaats           | Land | Score         | Land |
| ----------- | --------- | ---------------- | ---- | ------------- | ---- |
| Groepsfase  |           |                  |      |               |      |
| 26 juli     | Barcelona | Spanje           | 3-0  | Nieuw-Zeeland |      |
| 28 juli     | Barcelona | Pakistan         | 1-0  | Nieuw-Zeeland |      |
| 30 juli     | Barcelona | Nederland        | 4-6  | Nieuw-Zeeland |      |
| 1 augustus  | Barcelona | Nieuw-Zeeland    | 2-3  | Maleisië      |      |
| 3 augustus  | Barcelona | EUN              | 0-3  | Nieuw-Zeeland |      |
| 5-8ste plek |           |                  |      |               |      |
| 5 augustus  | Barcelona | Groot-Brittannië | 3-2  | Nieuw-Zeeland |      |
| 7-8ste plek |           |                  |      |               |      |
| 6 augustus  | Barcelona | Nieuw-Zeeland    | 2-3  | India         |      |

#### Vrouwen
| Olympiër | Discipline | Resultaat | Prestatie |
| --- | ---------- | --------- | --- |
| Mandy Smith Anna Lawrence Christine Arthur Elaine Jensen Kate Trolove Kieren O'Grady Kylie Foy Mary Clinton Robyn Toomey Sapphire Cooper Shane Collins Sue Duggan Susan Furmage Tina Bell Trudy Kilkolly Helen Clarke | vrouwen    | 8e        | groep B: 4de V van Zuid-Korea: 0-5 V van Nederland: 0-2 V van Groot-Brittannië: 2-3 5-8ste plek: V van Australië: 1-5 7-8ste plek: V van Canada: 0-2 |

| Groep B |                  |             |             |             |             |            |            |            |        |
| #       | Land             | Wedstrijden | Wedstrijden | Wedstrijden | Wedstrijden | Doelpunten | Doelpunten | Doelpunten | Punten |
| #       | Land             | G           | W           | G           | V           | V          | T          | Saldo      | Punten |
| 1       | Zuid-Korea       | 3           | 2           | 0           | 1           | 8          | 3          | +5         | 4      |
| 2       | Groot-Brittannië | 3           | 2           | 0           | 1           | 7          | 5          | +2         | 4      |
| 3       | Nederland        | 3           | 2           | 0           | 1           | 4          | 3          | +1         | 4      |
| 4       | Nieuw-Zeeland    | 3           | 0           | 0           | 3           | 2          | 10         | -8         | 0      |

| Ronde       | Datum     | Plaats        | Land | Score            | Land |
| ----------- | --------- | ------------- | ---- | ---------------- | ---- |
| Groepsfase  |           |               |      |                  |      |
| 27 juli     | Barcelona | Nederland     | 0-5  | Zuid-Korea       |      |
| 29 juli     | Barcelona | Nederland     | 2-0  | Nieuw-Zeeland    |      |
| 2 augustus  | Barcelona | Nieuw-Zeeland | 2-3  | Groot-Brittannië |      |
| 5-8ste plek |           |               |      |                  |      |
| 4 augustus  | Barcelona | Australië     | 5-1  | Nieuw-Zeeland    |      |
| 7-8ste plek |           |               |      |                  |      |
| 7 augustus  | Barcelona | Nieuw-Zeeland | 0-2  | Canada           |      |

### Judo
| Olympiër      | Discipline | Resultaat | Prestatie                                                                             |
| ------------- | ---------- | --------- | ------------------------------------------------------------------------------------- |
| Steve Corkin  | -71kg (m)  | 17e       | 1ste ronde: vrij 2de ronde: V van KOR Chung: ippon herkansingen: V van SEN Seck: koka |
| Graeme Spinks | -78kg (m)  | 22e       | 1ste ronde: W van FIN Haanpää: ippon 2de ronde: V van EUN Varayev: ippon              |
|               |            |           |                                                                                       |
| Donna Hilton  | -48kg (v)  | 13e       | 1ste ronde: V van ALG Souakri: yusei-gachi herkansingen: V van VEN Villapol: ippon    |
| Nicola Morris | -61kg (v)  | 13e       | 1ste ronde: V van KOR Gu: ippon herkansingen: V van CHN Zhang: waza-ari               |

### Kanovaren
| Olympiër                                                 | Discipline    | Resultaat | Prestatie                                                                           |
| Slalom                                                   | Slalom        | Slalom    | Slalom                                                                              |
| -------------------------------------------------------- | ------------- | --------- | ----------------------------------------------------------------------------------- |
| Donald Johnstone                                         | K-1 (m)       | 25e       | 1ste ronde: 10de in 120,71 2de ronde: 5de in 117,73                                 |
| Sprint                                                   |               |           |                                                                                     |
| John MacDonald                                           | K-1 500m (m)  | 13e       | serie 1: 5de in 1.44,37 herkansingen: 2de in 1.43,24 halve finale 2: 6de in 1.43,41 |
| John MacDonald                                           | K-1 1000m (m) | 11e       | serie 1: 3de in 3.43,17 herkansingen: 3de in 3.35,07 halve finale 1: 6de in 3.38,95 |
| Ian Ferguson Paul MacDonald                              | K-2 500m (m)  | 11e       | serie 2: 5de in 1.36,43 herkansingen: 4de in 1.32,28 halve finale 2: 6de in 1.31,02 |
| Ian Ferguson Paul MacDonald                              | K-2 1000m (m) | 8e        | serie 3: 2de in 3.18,47 halve finale 2: 5de in 3.19,29 finale: 8ste in 3.26,84      |
| Richard Boyle Finn O'Connor Stephen Richards Mark Scheib | K-4 1000m (m) | 14e       | serie 2: 6de in 3.03,58 halve finale 1: 8ste in 3.00,66                             |

### Paardensport
| Olympiër                                          | Discipline  | Resultaat | Prestatie |
| Eventing                                          | Eventing    | Eventing  | Eventing |
| ------------------------------------------------- | ----------- | --------- | --- |
| Vicky Latta                                       | individueel | 4e        | dressuur: 19de met 58 strafpunten cross-country: 6de met 24,40 strafpunten springconcours: 9de met 5 strafpunten totaal: 87,80 strafpunten        |
| Andrew Nicholson                                  | individueel | 16e       | dressuur: 27ste met 61,20 strafpunten cross-country: 3de met 9,20 strafpunten springconcours: 62ste met 45 strafpunten totaal: 115,40 strafpunten |
| Blyth Tait                                        | individueel | Brons     | dressuur: 70ste met 78,80 strafpunten cross-country: 2de met 8,80 strafpunten springconcours: 1ste met 0 strafpunten totaal: 87,60 strafpunten    |
| Mark Todd                                         | individueel | DNF       | dressuur: 5de met 47,40 strafpunten cross-country: niet gestart                                                                                   |
| Vicky Latta Andrew Nicholson Blyth Tait Mark Todd | team        | Zilver    | dressuur: 4de met 166,60 strafpunten cross-country: 1ste met 42,80 strafpunten springconcours: 13de met 50 strafpunten totaal: 290,80 strafpunten |
| Springconcours                                    |             |           | |
| Bruce Goodin                                      | individueel | 59e       | kwalificatie: 59ste 1ste ronde: 65ste met 22,50 punten 2de ronde: 58ste met 29,00 punten 3de ronde: 43ste met 45 punten totaal: 96,50 punten      |
| Mark Todd                                         | individueel | 34e       | kwalificatie: 37ste 1ste ronde: 13de met 70,50 punten 2de ronde: 8ste met 72,50 punten totaal: 143,00 punten finale: 34ste met 20 strafpunten     |
| Harvey Wilson                                     | individueel | 48e       | kwalificatie: 48ste 1ste ronde: 52ste met 36,00 punten 2de ronde: 42ste met 45,50 punten 3de ronde: 40ste met 48 punten totaal: 129,50 punten     |
| Bruce Goodin Mark Todd Harvey Wilson              | team        | 15e       | 1ste ronde: 16de met 38,25 strafpunten 2de ronde: 11de met 28,75 strafpunten totaal: 67 strafpunten                                               |

### Roeien
| Olympiër                                                       | Discipline      | Resultaat | Prestatie                                                                                                   |
| -------------------------------------------------------------- | --------------- | --------- | --- |
| Eric Verdonk                                                   | skiff (m)       | 4e        | serie 4: 2de in 6.58,35 herkansingen: 1ste in 7.02,40 halve finale 2: 3de in 6.56,79 finale: 4de in 6.57,45 |
| Scott Brownlee Chris White Pat Peoples Campbell Clayton-Greene | vier-zonder (m) | 6e        | serie 1: 2de in 6.03,10 halve finale 2: 3de in 6.01,19 finale: 6de in 6.02,13                               |
| Bill Coventry Guy Melville Toni Dunlop Ian Wright Carl Sheehan | vier-met (m)    | 11e       | serie 1: 5de in 6.32,61 herkansingen: 4de in 6.25,32 finale B: 5de in 6.15,66                               |
|                                                                |                 |           | |
| Philippa Baker Brenda Lawson                                   | dubbel-twee (v) | 4e        | serie 2: 2de in 7.20,49 halve finale 2: 2de in 7.01,7 finale: 4de in 6.56,81                                |

### Schermen
| Olympiër     | Discipline | Resultaat | Prestatie |
| ------------ | ---------- | --------- | --- |
| Gavin McLean | degen (m)  | 45e       | 1ste ronde groep 5: 4de V van COL Rivas: 2-5 V van ROU Pop: 4-5 V van ITA Randazzo: 0-5 W van SUI Jacquet: 5-5 W van LBN Youssef: 5-2 W van PAR da Ponte: 5-1 2de ronde: V van CAN Nowosielski: 5-1, 3-5, 1-5 |

### Schietsport
| Olympiër          | Discipline             | Resultaat | Prestatie                                                |
| ----------------- | ---------------------- | --------- | -------------------------------------------------------- |
| Stephen Petterson | 50m geweer liggend (m) | 42e       | kwalificatie: 42ste met 589 punten (98-100-100-99-95-97) |
| Greg Yelavich     | 50m pistool (m)        | 37e       | kwalificatie: 37ste met 543 punten (89-92-91-84-92-95)   |
| Greg Yelavich     | 10m luchtpistool (m)   | 22e       | kwalificatie: 22ste met 575 punten (97-94-96-96-95-97)   |
|                   |                        |           |                                                          |
| Jocelyn Lees      | 10m luchtpistool (v)   | 42e       | kwalificatie: 42ste met 369 punten (92-92-94-91)         |

### Schoonspringen
| Olympiër       | Discipline    | Resultaat | Prestatie                          |
| -------------- | ------------- | --------- | ---------------------------------- |
| Tania Paterson | 10m toren (v) | 24e       | voorronde: 24ste met 254,04 punten |

### Tafeltennis
| Olympiër                  | Discipline     | Resultaat | Prestatie                                                                                           |
| ------------------------- | -------------- | --------- | --------------------------------------------------------------------------------------------------- |
| Hagen Bower               | enkelspel (m)  | 49e       | groep A: 4de V van Onafhankelijk deelnemer Kalinic: 0-2 V van NGR Musa: 0-2 V van FRA Gatien: 0-2   |
| Peter Jackson             | enkelspel (m)  | 33e       | groep O: 3de V van AUT Yi: 0-2 W van CUB Arado: 2-0 V van JPN Shibutani: 0-2                        |
| Hagen Bower Peter Jackson | dubbelspel (m) | 2e        | groep H: 4de V van POL Grubba/Kucharski: 0-2 V van NGR Musa/Olaleye: 0-2 V van FRA Eloi/Gatien: 0-2 |
|                           |                |           | |
| Chunli Li                 | enkelspel (v)  | 17e       | groep H: 2de V van PRK Yu: 0-2 W van GHA Amankwah: 2-0 W van USA Hugh-Yip: 2-0                      |

### Wielersport
| Olympiër                                                                  | Discipline                    | Resultaat | Prestatie |
| Baan                                                                      | Baan                          | Baan      | Baan |
| ------------------------------------------------------------------------- | ----------------------------- | --------- | --- |
| Jon Andrews                                                               | sprint (m)                    | 25e       | kwalificatie: 16de in 11,102 1ste ronde: V van GER Fiedler 1ste ronde herkansingen: W van NED van Hameren: 11,251 1ste ronde herkansingen 2: W van SUI Furrer: 11,701 2de ronde: 2de 2de ronde herkansingen: V van ITA Chiappa |
| Jon Andrews                                                               | tijdrit (m)                   | 7e        | 1.05,240 |
| Gary Anderson                                                             | individuele achtervolging (m) | Brons     | kwalificatie: 4de in 4.32,253 1ste ronde: W van FRA Ermenault: 4.27,954 halve finale: V van GER Lehmann: 4.31,061 |
| Glenn McLeay                                                              | puntenkoers (m)               | 4e        | serie 2: 2de met 15 punten finale: 4de met 30 punten |
| Gary Anderson Nigel Donnelly Carlos Marryatt Stuart Williams Glenn McLeay | ploegenachtervolging (m)      | 7e        | kwalificatie: 7de in 4.21,145 kwartfinale: V van Duitsland |
|                                                                           |                               |           | |
| Jacqui Nelson                                                             | individuele achtervolging (v) | 10e       | kwalificatie: 10de in 3.51,259 |
| Weg                                                                       |                               |           | |
| Tom Bamford                                                               | wegwedstrijd (m)              | 73e       | 4:36.41 |
| Brian Fowler                                                              | wegwedstrijd (m)              | 59e       | 4:35.56 |
| Graeme Miller                                                             | wegwedstrijd (m)              | 51e       | 4:35.56 |
| Brian Fowler Paul Leitch Graeme Miller Chris Nicholson                    | ploegentijdrit (m)            | 10e       | 2:08.10 |
|                                                                           |                               |           | |
| Joann Burke                                                               | wegwedstrijd (v)              | 30e       | 2:05.03 |
| Rosalind Reekie                                                           | wegwedstrijd (v)              | 49e       | 2:23.52 |

### Worstelen
| Olympiër       | Discipline  | Resultaat   | Prestatie                                                                     |
| Vrije stijl    | Vrije stijl | Vrije stijl | Vrije stijl                                                                   |
| -------------- | ----------- | ----------- | ----------------------------------------------------------------------------- |
| Shane Stannett | -52kg (m)   | 9e          | groep A: 5de V van IRI Torkan: 0-12 W van EUN Toguzov: 1-0 V van PRK Ri: 0-11 |
| Grant Parker   | -90kg (m)   | 17e         | groep A: 9de V van JPN Ota: 0-3 V van USA Campbell: 0-15                      |

### Zeilen
| Olympiër                                   | Discipline        | Resultaat | Prestatie                                  |
| ------------------------------------------ | ----------------- | --------- | ------------------------------------------ |
| Bruce Kendall                              | lechner A-390 (m) | 4e        | 105,7 punten: (12-18-DNF-3-10-1-1-13-14-2) |
| Craig Monk                                 | finn (m)          | Brons     | 64,7 punten: (23-11-1-7-17-6-1)            |
| Craig Greenwood Jon Bilger                 | 470 (m)           | 7e        | 80,4 punten: (18-9-3-10-3-PMS-8)           |
|                                            |                   |           |                                            |
| Barbara Kendall                            | lechner A-390 (v) | Goud      | 47,8 punten: (1-10-3-2-1-2-6-7-3-3)        |
| Jenny Armstrong                            | europe (v)        | 4e        | 65,0 punten: (11-5-2-8-20-12-2)            |
| Leslie Egnot Jan Shearer                   | 470 (v)           | Zilver    | 65,0 punten: (PMS-5-1-9-1-6-1)             |
|                                            |                   |           |                                            |
| Murray Jones Greg Knowles                  | flying dutchman   | 4e        | 77,0 punten: (19-12-2-12-7-1-10)           |
| Rex Sellers Brian Jones                    | tornado           | 4e        | 51,7 punten: (13-12-16-1-6-2-1)            |
| Rod Davis Donald Cowie                     | star              | Zilver    | 58,4 punten: (4-3-5-12-6-7-5)              |
| Russell Coutts Simon Daubney Graham Fleury | soling            | 8e        | 64,7 punten: (11-9-12-2-12-6)              |

### Zwemmen
| Olympiër                                           | Discipline            | Resultaat | Prestatie                                                   |
| -------------------------------------------------- | --------------------- | --------- | ----------------------------------------------------------- |
| Nicholas Sanders                                   | 50m vrije slag (m)    | 34e       | serie 7: 7de in 23,79                                       |
| Mark Weldon                                        | 50m vrije slag (m)    | 37e       | serie 6: 3de in 23,87                                       |
| Nicholas Sanders                                   | 100m vrije slag (m)   | 36e       | serie 6: 4de in 51,77                                       |
| John Steel                                         | 100m vrije slag (m)   | 13e       | serie 10: 5de in 50,59 finale B: 5de in 50,69               |
| Trent Bray                                         | 200m vrije slag (m)   | 26e       | serie 5: 2de in 1.52,49                                     |
| John Steel                                         | 200m vrije slag (m)   | 16e       | serie 4: 1ste in 1.50,56 finale B: 8ste in 1.51,12          |
| Danyon Loader                                      | 400m vrije slag (m)   | 8e        | serie 5: 4de in 3.50,05 (NR) finale: 8ste in 3.49,97 (NR)   |
| Richard Tapper                                     | 400m vrije slag (m)   | 29e       | serie 5: 8ste in 3.59,71                                    |
| Simon Percy                                        | 100m rugslag (m)      | 33e       | serie 6: 8ste in 56,97                                      |
| Simon Percy                                        | 200m rugslag (m)      | 28e       | serie 2: 3de in 2.05,53                                     |
| Guy Callaghan                                      | 100m vlinderslag (m)  | 28e       | serie 6: 5de in 55,49                                       |
| Nicholas Sanders                                   | 100m vlinderslag (m)  | 25e       | serie 5: 1ste in 55,44                                      |
| Guy Callaghan                                      | 200m vlinderslag (m)  | 27e       | serie 4: 4de in 2.02,12                                     |
| Danyon Loader                                      | 200m vlinderslag (m)  | Zilver    | serie 5: 1ste in 1.58,15 finale: 2de in 1.57,93             |
| Simon Percy                                        | 200m wisselslag (m)   | 28e       | serie 5: 4de in 2.06,76                                     |
| John Steel Nicholas Sanders Trent Bray Mark Weldon | 4x100m vrije slag (m) | 9e        | serie 2: 4de in 3.23,09 (NR)                                |
| Trent Bray Richard Tapper John Steel Danyon Loader | 4x200m vrije slag (m) | 11e       | serie 2: 4de in 7.26,36                                     |
|                                                    |                       |           |                                                             |
| Toni Jeffs                                         | 50m vrije slag (v)    | 27e       | serie 7: 7de in 26,90                                       |
| Toni Jeffs                                         | 100m vrije slag (v)   | 29e       | serie 5: 8ste in 58,80                                      |
| Phillippa Langrell                                 | 400m vrije slag (v)   | 9e        | serie 3: 3de in 4.14,00 (NR) finale B: 1ste in 4.12,96 (NR) |
| Phillippa Langrell                                 | 800m vrije slag (v)   | 4e        | serie 3: 1ste in 8.38,43 (NR) finale: 4de in 8.35,57 (NR)   |
| Anna Simcic                                        | 100m rugslag (v)      | 11e       | serie 5: 5de in 1.03,12 finale B: 3de in 1.03,30            |
| Anna Simcic                                        | 200m rugslag (v)      | 5e        | serie 6: 3de in 2.12,99 finale: 5de in 2.11,99 (NR)         |
| Phillippa Langrell                                 | 400m wisselslag (v)   | 17e       | serie 1: 1ste in 4.53,62 (NR)                               |

Albanië · Algerije · Amerikaanse Maagdeneilanden · Amerikaans-Samoa · Andorra · Angola · Antigua en Barbuda · Argentinië · Aruba · Australië · Bahama's · Bahrein · Bangladesh · Barbados · België · Belize · Benin · Bermuda · Bhutan · Bolivia · Bosnië en Herzegovina · Botswana · Brazilië · Britse Maagdeneilanden · Bulgarije · Burkina Faso · Canada · Centraal-Afrikaanse Republiek · Chili · China · Chinees Taipei · Colombia · Congo-Brazzaville · Cookeilanden · Costa Rica · Cuba · Cyprus · Denemarken · Djibouti · Dominicaanse Republiek · Duitsland · Ecuador · Egypte · El Salvador · Equatoriaal-Guinea · Estland · Ethiopië · Fiji · Filipijnen · Finland · Frankrijk · Gabon · Gambia · Gezamenlijk team · Ghana · Grenada · Griekenland · Groot-Brittannië · Guam · Guatemala · Guinee · Guyana · Haïti · Honduras · Hongarije · Hongkong · Ierland · IJsland · India · Indonesië · Irak · Iran · Israël · Italië · Ivoorkust · Jamaica · Japan · Jemen · Jordanië · Kaaimaneilanden · Kameroen · Kenia · Koeweit · Kroatië · Laos · Lesotho · Letland · Libanon · Libië · Liechtenstein · Litouwen · Luxemburg · Madagaskar · Malawi · Malediven · Maleisië · Mali · Malta · Marokko · Mauritanië · Mauritius · Mexico · Monaco · Mongolië · Mozambique · Myanmar · Namibië · Nederland · Nederlandse Antillen · Nepal · Nicaragua · Nieuw-Zeeland · Niger · Nigeria · Noord-Korea · Noorwegen · Oeganda · Oman · Oostenrijk · Pakistan · Panama · Papoea-Nieuw-Guinea · Paraguay · Peru · Polen · Portugal · Puerto Rico · Qatar · Roemenië · Rwanda · Saint Vincent‑Grenadines · Salomonseilanden · Samoa · San Marino · Saoedi-Arabië · Senegal · Seychellen · Sierra Leone · Singapore · Slovenië · Soedan · Spanje · Sri Lanka · Suriname · Swaziland · Syrië · Tanzania · Thailand · Togo · Tonga · Trinidad en Tobago · Tsjaad · Tsjecho-Slowakije · Tunesië · Turkije · Uruguay · Vanuatu · Venezuela · Verenigde Arabische Emiraten · Verenigde Staten · Vietnam · Zaïre · Zambia · Zimbabwe · Zuid-Afrika · Zuid-Korea · Zweden · Zwitserland · Onafhankelijke olympische deelnemers